# Sonic’s Ultimate Genesis Collection
Sonic’s Ultimate Genesis Collection, также известная как Sega Mega Drive Ultimate Collection — сборник видеоигр для Xbox 360 и PlayStation 3. Компиляция располагает 49 играми компании Sega, которые ранее были выпущены для консолей Mega Drive/Genesis, Sega Master System и аркадных автоматов.

## Список игр

### Игры на Mega Drive/Genesis
- Alex Kidd in the Enchanted Castle
- Alien Storm
- Altered Beast
- Beyond Oasis
- Bonanza Bros.
- Columns
- Comix Zone
- Decap Attack
- Dr. Robotnik’s Mean Bean Machine
- Dynamite Headdy
- Ecco the Dolphin
- Ecco: The Tides of Time
- ESWAT: City Under Siege
- Fatal Labyrinth
- Flicky
- Gain Ground
- Golden Axe
- Golden Axe II
- Golden Axe III
- Kid Chameleon
- Phantasy Star II
- Phantasy Star III: Generations of Doom
- Phantasy Star IV: The End of the Millennium
- Ristar
- Shining Force
- Shining Force II: Ancient Sealing
- Shining in the Darkness
- Shinobi III: Return of the Ninja Master
- Sonic the Hedgehog
- Sonic the Hedgehog 2
- Sonic the Hedgehog 3
- Sonic & Knuckles
- Sonic 3D
- Sonic Spinball
- Streets of Rage
- Streets of Rage 2
- Streets of Rage 3
- Super Thunder Blade
- Vectorman
- Vectorman 2

### Дополнительные игры
- Alien Syndrome (аркадный автомат)
- Altered Beast (аркадный автомат)
- Congo Bongo (аркадный автомат)
- Fantasy Zone (аркадный автомат)
- Golden Axe Warrior (Sega Master System)
- Phantasy Star (Sega Master System)
- Shinobi (аркадный автомат)
- Space Harrier (аркадный автомат)
- Zaxxon (аркадный автомат)

## Музыка
В Европе и Австралии сделавшие предварительный заказ сборника могли бесплатно получить виниловую пластинку под названием SEGA Mega Drive Ultimate Collection Limited Edition Vinyl Soundtrack. В неё вошли шесть музыкальных треков из разных игр входящих в сборник: Space Harrier, Ristar, Vectorman, Golden Axe, Phantasy Star II и Vectorman 2. Музыкальный альбом вышел ограниченным тиражом; было выпущено всего 3500 копий.
| №                   | Название                          | Музыка              | Длительность |
| ------------------- | --------------------------------- | ------------------- | ------------ |
| 1.                  | «Main Theme» (Space Harrier)      | Хироси Кавагути     | 4:09         |
| 2.                  | «Star Humming» (Ristar)           | Томоко Сасаки       | 3:28         |
| 3.                  | «Day 3 (Tidal Surge)» (Vectorman) | Джон Холланд        | 3:03         |
| Общая длительность: | Общая длительность:               | Общая длительность: | 10:40        |

| №                   | Название                                   | Музыка              | Длительность |
| ------------------- | ------------------------------------------ | ------------------- | ------------ |
| 4.                  | «Turtle Village» (Golden Axe)              | Тору Накабаяси      | 2:13         |
| 5.                  | «Restration» (Phantasy Star II)            | Токухико Увабо      | 2:07         |
| 6.                  | «Scene 18 (Shout and Twist)» (Vectorman 2) | Джон Холланд        | 3:46         |
| Общая длительность: | Общая длительность:                        | Общая длительность: | 7:66         |

## Оценки и мнения
| Сводный рейтинг    | Сводный рейтинг              |
| Агрегатор          | Оценка                       |
| ------------------ | ---------------------------- |
| GameRankings       | 81,13 % (PS3) 81,64 % (X360) |
| Metacritic         | 80/100 (PS3) 79/100 (360)    |
| MobyRank           | 81/100 (PS3) 78/100 (360)    |
| Иноязычные издания |                              |
| Издание            | Оценка                       |
| 1UP.com            | B                            |
| AllGame            | [ 10 ]                       |
| CVG                | 7,3/10                       |
| Eurogamer          | 7/10                         |
| G4                 | 4/5                          |
| Game Informer      | 8/10                         |
| GamePro            | [ 15 ]                       |
| GameRevolution     | C                            |
| GamesRadar+        | 8/10                         |
| GameZone           | 9/10                         |
| IGN                | 9/10                         |
| OXM                | 8/10                         |
| VideoGamer         | 8/10                         |

Сборник получил положительные отзывы от критиков. IGN оценил сборник в 9 баллов, хваля добавление рейтинговую систему для каждой игры и включение всех игр серии Streets of Rage. Retro Gamer оценил игру в 98 %. Сборник получил награду в номинации «Лучшая антология» на выставке «Игра 2009 года» по версии GameShark.